# Alternanthera olivacea
Alternanthera olivacea là loài thực vật có hoa thuộc họ Dền. Loài này được (Urb.) Urb. mô tả khoa học đầu tiên năm 1907.